# Endless Cookie
Pour plus de détails, voir Fiche technique et Distribution.
Endless Cookie est un film d'animation canadien réalisé par Seth et Pete Scriver et sorti en 2025,.

## Fiche technique
Sauf indication contraire, les informations mentionnées dans cette section peuvent être confirmées par les bases de données cinématographiques IMDb et Allociné,  présentes dans la section « Liens externes ».
- Titre original : Endless Cookie
- Réalisation : Seth Scriver et Pete Scriver
- Scénario : Seth et Pete Scriver
- Musique :
- Décors :
- Animation :
- Photographie :
- Son :
- Montage :
- Production : Daniel Bekerman, Chris Yurkovich, Alex Ordanis, Seth Scriver et Jason Ryle
- Société de production : Scythia Films
- Société de distribution :
- Budget :
- Pays de production :  Canada
- Langue originale : anglais
- Format :
- Genre : Animation
- Durée : 97 minutes
- Dates de sortie :
  - États-Unis : 25 janvier 2025 (Sundance)
  - Canada :
    - 25 avril 2025 (Toronto)
    - 13 juin 2025 (en salles)

  - France : 10 juin 2025 (Annecy)

## Distinction
- Festival international du film d'animation d'Annecy 2025 : Grand Prix Contrechamp